# 波波安
《波波安》（英語：Pepper Ann，香港譯作：安妮記趣），一部由Sue Rose创作的美国动画片，该片在1997年9月13日首播于ABC电视台。